# Premjer-Liga Dames (volleybal)
Dit artikel geeft een overzicht van de Premjer-Liga Dames bij volleybal. 

## Landskampioen (steden) Sovjet-Unie (1933-1936)
- 1933 Team Moskou
- 1934 Team Moskou
- 1935 Team Moskou
- 1936 Team Moskou

## Kampioenen Sovjet-Unie (1938-1991)
| - 1938 Spartak Moskou - 1939 Lokomotiv Moskou - 1940 Spartak Moskou - 1945 Lokomotiv Moskou - 1946 Lokomotiv Moskou - 1947 Dinamo Moskou - 1948 Lokomotiv Moskou - 1949 Lokomotiv Moskou - 1950 Lokomotiv Moskou - 1951 Dinamo Moskou - 1952 Lokomotiv Moskou - 1953 Dinamo Moskou - 1954 Dinamo Moskou - 1955 Dinamo Moskou - 1956 Team Moskou - 1957 Lokomotiv Moskou - 1958 Metrostroy Moskou | - 1959 Team Leningrad - 1960 Dinamo Moskou - 1961 Boerevestnik Odessa - 1962 Dinamo Moskou - 1963 Team Moskou - 1964 niet gespeeld - 1965 CSKA Moskou - 1966 CSKA Moskou - 1967 Team Moskou - 1968 CSKA Moskou - 1969 CSKA Moskou - 1970 Dinamo Moskou - 1971 Dinamo Moskou - 1972 Dinamo Moskou - 1973 Dinamo Moskou - 1974 CSKA Moskou - 1975 Dinamo Moskou | - 1976 USSR - 1977 Dinamo Moskou - 1978 Oeralotsjka Sverdlovsk - 1979 Oeralotsjka Sverdlovsk - 1980 Oeralotsjka Sverdlovsk - 1981 Oeralotsjka Sverdlovsk - 1982 Oeralotsjka Sverdlovsk - 1983 Dinamo Moskou - 1984 ADK Alma-Ata - 1985 CSKA Moskou - 1986 Oeralotsjka Sverdlovsk - 1987 Oeralotsjka Sverdlovsk - 1988 Oeralotsjka Sverdlovsk - 1989 Oeralotsjka Sverdlovsk - 1990 Oeralotsjka Sverdlovsk - 1991 Oeralotsjka Sverdlovsk |

## Kampioen GOS (1992)
| - 1992 - |